# Verteidigungsbezirkskommando 64
Das Verteidigungsbezirkskommando 64 war ein Verteidigungsbezirkskommando der Bundeswehr mit Sitz des Stabes zuletzt in Veitshöchheim. Hauptaufgabe des Kommandos war die Territoriale Verteidigung in seinem Verteidigungsbezirk.

## Geschichte

### Aufstellung
Das Verteidigungsbezirkskommando wurde zur Einnahme der Heeresstruktur II in den 1960er-Jahren als Teil des Territorialheeres ausgeplant und dem Befehlshaber im Wehrbereich VI unterstellt. Angelehnt an die zivilen Verwaltungsgliederung entsprach der Verteidigungsbezirk in etwa dem (Regierungs-)Bezirk Unterfranken. Entsprechend war der Standort des Stabs Würzburg.

### Fusion mit dem Stab der Panzerbrigade 36
Mitte der 90er-Jahre wurden in der Bundeswehrführung Pläne erprobt, die Stäbe jeweils eines Verteidigungsbezirkskommandos und einer Brigade zur Einnahme der Heeresstruktur V (N) analog zur Zusammenfassung der Divisions- und Wehrbereichskommandostäbe sowie beim Korps/Territorialkommando Ost zu fusionieren. Das Verteidigungsbezirkskommando 64 war eine der wenigen Dienststellen auf Brigadeebene wo diese Zusammenfassung (ansatzweise) erfolgte. Der Stab des Verteidigungsbezirkskommandos verlegte nach Veitshöchheim und fusionierte zum 1. Oktober 1994 mit dem Brigadestab der Panzerbrigade 36 zur „Panzerbrigade 36/Verteidigungsbezirkskommando 64“.

### Auflösung
2001 wurde das Territorialheer aufgelöst. Die Wehrbereichskommandos und Verteidigungsbezirkskommandos wurden der neu aufgestellten Streitkräftebasis unterstellt. Die Wehrbereiche und Verteidigungsbezirke wurden grundlegend neu geordnet und ihre Anzahl reduziert. Bereits im Vorgriff auf die kommenden Umgliederungen wurde das Panzerbrigade 36/Verteidigungsbezirkskommando 64 aufgeteilt und das Verteidigungsbezirkskommando 64 zum 15. März 1995 aufgelöst. Die Panzerbrigade 36 blieb zunächst weiter bestehen. Der Kommandobereich des Verteidigungsbezirkskommandos 64 wurde dem Verteidigungsbezirk 67 eingegliedert.

## Gliederung
Das Verteidigungsbezirkskommando umfasste wie die meisten Truppenteile des Territorialheeres nur wenige aktive Soldaten. Erst im Verteidigungsfall konnte das Verteidigungsbezirkskommando durch die Einberufung von Reservisten und die Mobilmachung eingelagerten und zivilen Materials auf eine Truppenstärke anwachsen, die etwa einem Regiment des Feldheeres entsprach. Die längste Zeit seines Bestehens untergliederte sich das Verteidigungsbezirkskommando abgeleitet von der zivilen Verwaltungsgliederung grob in unterstellte Verteidigungskreiskommandos mit unterstellten Heimatschutzkompanien als Kern der infanteristisch geprägten Heimatschutztruppe.

## Verbandsabzeichen

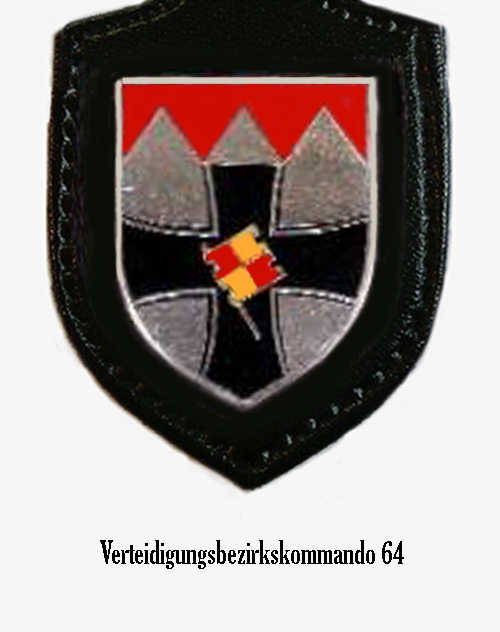
Internes Verbandsabzeichen des Stabes/Stabskompanie

Das Verteidigungsbezirkskommando führte aufgrund seiner Ausplanung als überwiegend nicht aktiver Truppenteil kein eigenes Verbandsabzeichen. Die wenigen aktiven Soldaten trugen daher das Verbandsabzeichen der Stabskompanie.
Als „Abzeichen“ wurde daher unpräzise manchmal das interne Verbandsabzeichen des Stabes und der Stabskompanie „pars pro toto“ für das gesamte Verteidigungsbezirkskommando genutzt. Als Hinweis auf den Stationierungsraum zeigte es als Figuren das rot-goldene Rennfähnlein wie im Stadtwappen Wurzburgs auf dem schwarzen Eisernen Kreuz als Hoheitszeichen der Bundeswehr. Diese beiden Figuren waren dem silbernen Feld des silbern-roten Fränkischen Rechen aufgelegt. Das interne Verbandsabzeichen ähnelt – sieht man vom Bord und dem Eisernen Kreuz ab – deutlich dem Verbandsabzeichen der 12. Panzerdivision und der ihr ursprünglich unterstellten Brigaden.